# Joanna Cargill
Pour les articles homonymes, voir Cargill (homonymie).
 (octobre 2018).
Si vous disposez d'ouvrages ou d'articles de référence ou si vous connaissez des sites web de qualité traitant du thème abordé ici, merci de compléter l'article en donnant les références utiles à sa vérifiabilité et en les liant à la section « Notes et références ».
Joanna Cargill est un personnage de fiction, une super-vilaine appartenant à l'univers de Marvel Comics. Elle est apparue pour la première fois dans le comic X-Factor no 4, en 1986.
Elle a aussi été appelée Cargil, ou encore Frenzy.

## Origine
On sait peu de choses sur la vie de Joanna Cargill. Elle est née prématurée, enfant non-désiré d'un père militaire qui la frappait. Sa mère, fervente croyante, n'était pas assez forte pour la protéger. Le jour où sa famille apprit que son grand frère avait été tué à la guerre, elle eut une dispute violente avec son père et le tua d'un coup de poing.
Mercenaire mutante, Joanna Cargill (alors connue sous le nom de code Frenzy) rejoignit l'Alliance du Mal menée par Apocalypse. Le groupe terroriste échoua dans sa mission qui consistait à capturer le jeune Rusty Collins, et fut battu par Facteur-X.
Quand elle s'opposa violemment au Mutant Registration Act, elle fut battue une autre fois par Le Fauve.
Dans une autre mission avec l'Alliance, elle fut vaincue par le jeune Warpath. Elle servait alors de garde-du-corps pour Harness et Piecemeal.
Elle fut invitée par Supéria à rejoindre les Fémizones, qui eurent à se battre contre Captain America et le Paladin. Elle fut incarcérée à la Voûte mais réussit à s'évader.
On la retrouva au sein des Acolytes de Magnéto, et se fit dès lors appeler Cargill. Leur première mission fut de capturer un jeune enfant aux pouvoirs latents dans une école catholique. Elle y tua la jeune Sharon Friedlander, infirmière mutante alliée aux X-Men. Les terroristes furent mis en déroute, et Iceberg réussit à assommer Cargill. Plus tard, elle tenta de tuer le Sénateur Kelly mais fut électrocutée par Félina.
Quand Magnéto fit sa réapparition, bien vivant, elle suivit les Acolytes de Fabian Cortez sur Avalon, son sanctuaire. Elle trouva le jeune Néophyte et l'intégra au groupe. Quand ce dernier les trahit, elle voulut le tuer. Lorsque la station s'écrasa, elle dut s'allier avec Cyclope pour survivre au crash. Les mutants atterrirent en catastrophe en Australie, et Cargill fut livrée aux autorités.
Les Acolytes s'échappèrent très vite de prison et trouvèrent les restes d'Avalon. Ils vécurent dans l'épave jusqu'à l'apparition d'Exodus qui prit le contrôle des Acolytes. Il les mena à l'assaut du Mont Wundagore, la base du Maître de l'évolution.
Quand les Acolytes se séparèrent, Cargill devint ambassadrice de Génosha et bras droit de Magnéto. Elle fut capturée par le gouvernement américain et contrôlée mentalement par Jean Grey pour aider les X-Men à s'introduire discrètement dans la forteresse de Magnéto. Elle fut stoppée par ce dernier, mais s'échappa après la défaite du tyran.
Récemment[évasif], après le M-Day, Cargill refit surface au sein d'une nouvelle équipe d'Acolytes, menés par Exodus. Ils seront battus par les X-Men sur l'Héliporteur du SHIELD.
Les Acolytes s'allièrent avec les Maraudeurs de Mister Sinistre, à la recherche des Carnets de Destinée. Lors du crossover Messiah Complex, elle fut battue par les X-Men. Quand Exodus et Tempo récupérèrent Xavier dans un état critique, elle émit une objection. Au réveil de Xavier provoqué par Magnéto, elle tenta de tuer les deux hommes. Dans le combat, Magnéto lui brûla les nerfs optiques avec un laser, ce qui la plongea dans un coma. Xavier la réveilla plus tard.
Lorsqu'Exodus décida de dissoudre les Acolytes, elle coupa les ponts avec le groupe, qu'elle jugeait sans courage. Elle partit avec Unuscione.
Elle s'installa à San Francisco et participa aux émeutes avec Nekra. miss Marvel les arrêta et elle fut placée en détention sur l'île d'Utopia. Quand l'endroit fut attaquée par des Nimrods venus du futur, elle se rallia aux X-Men.

### Membre des X-Men
Souhaitant faire table rase du passé, elle rejoignit l'équipe de Malicia. Mais tombant peu à peu amoureuse de Cyclope (avec qui elle était mariée dans une autre réalité (Age of X), elle préféra s'éloigner et rejoignit Wolverine à l'école Jean Grey.

## Pouvoirs
- Cargill possède une force surhumaine, rivalisant avec celle de Spider-Man. Elle serait donc capable de soulever 10 tonnes.
- Sa peau est dure comme l'acier, résistante aux balles, et elle résiste aussi aux températures extrêmes. Elle peut survivre sans aucune blessure à une chute depuis un avion.